# Nagroda im. Jarosława Iwaszkiewicza
Nagroda im. Jarosława Iwaszkiewicza – nagroda literacka przyznawana od 2005 r. przez Związek Literatów Polskich. Nagrodę finansuje Ministerstwo Kultury i Dziedzictwa Narodowego. Wyróżnienia przyznaje się w dwóch kategoriach: twórczości literackiej oraz popularyzacji literatury.

## Laureaci
2005

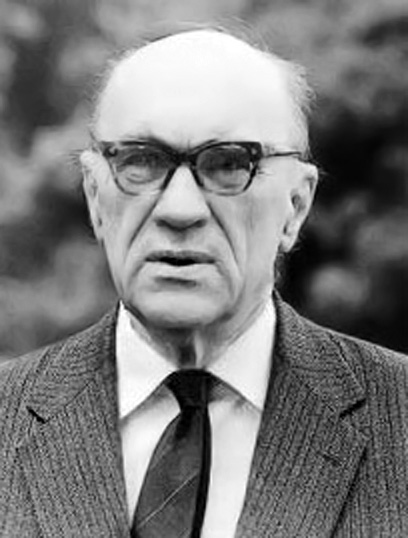
Jarosław Iwaszkiewicz

- Julian Kawalec – za całokształt twórczości literackiej;
- Jan Rodzeń – za wkład w popularyzację książki i czytelnictwa.

2006
- Adam Marszałek – za szczególne zasługi w upowszechnianiu literatury współczesnej;
- Edward Redliński – za całokształt twórczości.

2007
- Rafał Skąpski – za wybitne osiągnięcia w popularyzacji literatury polskiej;
- Andrzej Krzysztof Waśkiewicz – za całokształt dorobku twórczego w dziedzinie poezji i krytyki literackiej.

2008
- Krzysztof Gąsiorowski – za całokształt twórczości[1].

2015
- Andrzej Gronczewski – za całokształt twórczości literackiej[2];
- Ireneusz Krzysztof Szmidt – w kategorii upowszechniania literatury[2].

2016
- Wojciech Kawiński – za całokształt twórczości poetyckiej[3];
- Eugeniusz Kurzawa – za upowszechnianie literatury[3].

2017
- Leszek Żuliński – za całokształt twórczości literackiej[4];
- Oddział Szczeciński Związku Literatów Polskich – za szczególne zasługi w upowszechnianiu literatury[4].

2018
- Aldona Borowicz – za upowszechnianie literatury[5];
- Andrzej Zieniewicz – za całokształt twórczości[5].

2019
- Kazimierz Burnat – za upowszechnianie literatury współczesnej[6];
- Andrzej Tchórzewski – za całokształt twórczości[6].

2020
- Andrzej Dębkowski – za upowszechnianie i promocję literatury współczesnej;
- Jan Tulik – za całokształt twórczości.

2021
- Ryszard Kurylczyk – za całokształt twórczości poetyckiej[7];
- Anna Pituch-Noworolska – za popularyzację literatury[7].

2022
- Waldemar Hładki – za promocję i upowszechnianie literatury współczesnej[8];
- Andrzej Walter – za całokształt twórczości literackiej[8].

2023
- Jan Cichocki – za całokształt działalności twórczej z uwzględnieniem tłumaczeń[9];
- Marlena Zynger – za upowszechnianie literatury[9].